# Bust a Move (Infected Mushroom)
Bust a Move è il secondo singolo del duo psychedelic trance Infected Mushroom pubblicato il 21 febbraio 2000 da Balloonia Ltd.

## Tracce
1. Bust a Move – 8:21
2. Disco Mushroom – 8:46